# 武汉汉水铁路桥
武汉汉水铁路桥，或称汉水桥、汉江铁桥，是湖北省武汉市一座坐落于汉江上的铁路桥，也是京广铁路的咽喉桥梁，位于京广铁路线K1199公里+410米处。其中，上行线于1954年12月28日通车，下行线于3年后通车。该桥早于长江大桥动工开建，铁路桥部分比较相似，建筑材料都使用前苏联产的进口钢，所以被称为大桥的“缩小版”、“实验桥”。汉阳、汉口两端引桥分别长74.5米、58米。汉水桥设计时，标准与长江大桥一致，最初的时速仅为35公里。

## 历史
1954年1月，作为武汉长江大桥工程局局长，彭敏向政务院报告了修建武汉长江大桥的计划。作为长江大桥的前期工程，全长300米的汉水铁路桥先行动工，以使京汉铁路先过汉水，从汉口直通长江大桥的汉阳工地。
施工过程中，在汉水河床中打桩成为了一大难题。汉水河床是密实细沙冲积层，由塑性沙质黏土和砾石构成。桥墩基础采用旋制混凝土管桩基础法，将直径40—55厘米的空心混凝土基桩下到20—40米深，再在桩外构建钢围堰，在水下灌注混凝土制作桥墩。除了传统的汽锤打桩，后来施工方还尝试了射水沉桩法。
围绕打桩的具体标准，中苏两方的技术人员曾发生过争执，最后李先念出面才协调解决。基于当时的环境，局长彭敏被迫承认了“错误”，搁置了中方的改良方案，接受了苏方的意见。然而，中方的意见在1975年，松浦大桥建造的过程中却得到了证实，并在90年代开始推广。

## 运营
汉水铁路桥是武汉铁路枢纽的一部分，汉丹、汉宜、京广三条铁路线在汉口站交汇，另外汉阳一侧还有汉阳货运站，这使得经行汉水铁路桥的列车班次非常频密。随着铁路技术的提高，通过的列车种类也变得多样，不仅有时速达200公里的动车通过，还有重载货车，还有春运时期加开的临时客车。在2012年录得的数据是每天通行178对车，而在12月铁路桥改造过程中，平均每6分钟就有一列火车驶过，还有记者曾统计到其中一边铁路线上，30分钟内4趟列车的班次密度。

## 修缮
由于桥梁已经运营60多年，桥的部件也开始老化，当时的设计标准也不能满足日益增长的车流量。2012年以来，武汉铁路局对本桥进行了多次的修缮。
2012年5月4日中午时段，在京广线集中维修带来的通行低峰期间，武汉局武汉桥工段的桥梁工对上行线的钢桁梁进行梁体除锈和油漆涂装施工。8月2日正午，武汉桥工段的工人们进行了桥枕抽换、移位、喷砂除锈涂装作业。12月7日开始，武汉桥工段联合中铁大桥局，更换汉水铁路桥的钢梁，主要是位于汉口、汉阳的两端的4片梁，每片长20米。这是继1954年建成以来的首次换梁施工。
2017年8月23日，武汉桥工段进行了换桥枕施工作业，在两天内更换了60多根枕木。

## 轶事

### 火野苇平访问
1955年4月24日，武汉方面接待火野代表团一行来到了汉水桥下，在其日记及回忆录中，提及了不少该桥有关的见闻。
其在回忆中提及，该桥当时有部队驻守，桥梁被漆成薄墨色，且“该桥尚是单线，其中业已通车一条，未来将变为复线”以及相关桥梁数据，另外还看到了桥梁附近红砖瓦砌成的新民房。

## 图片

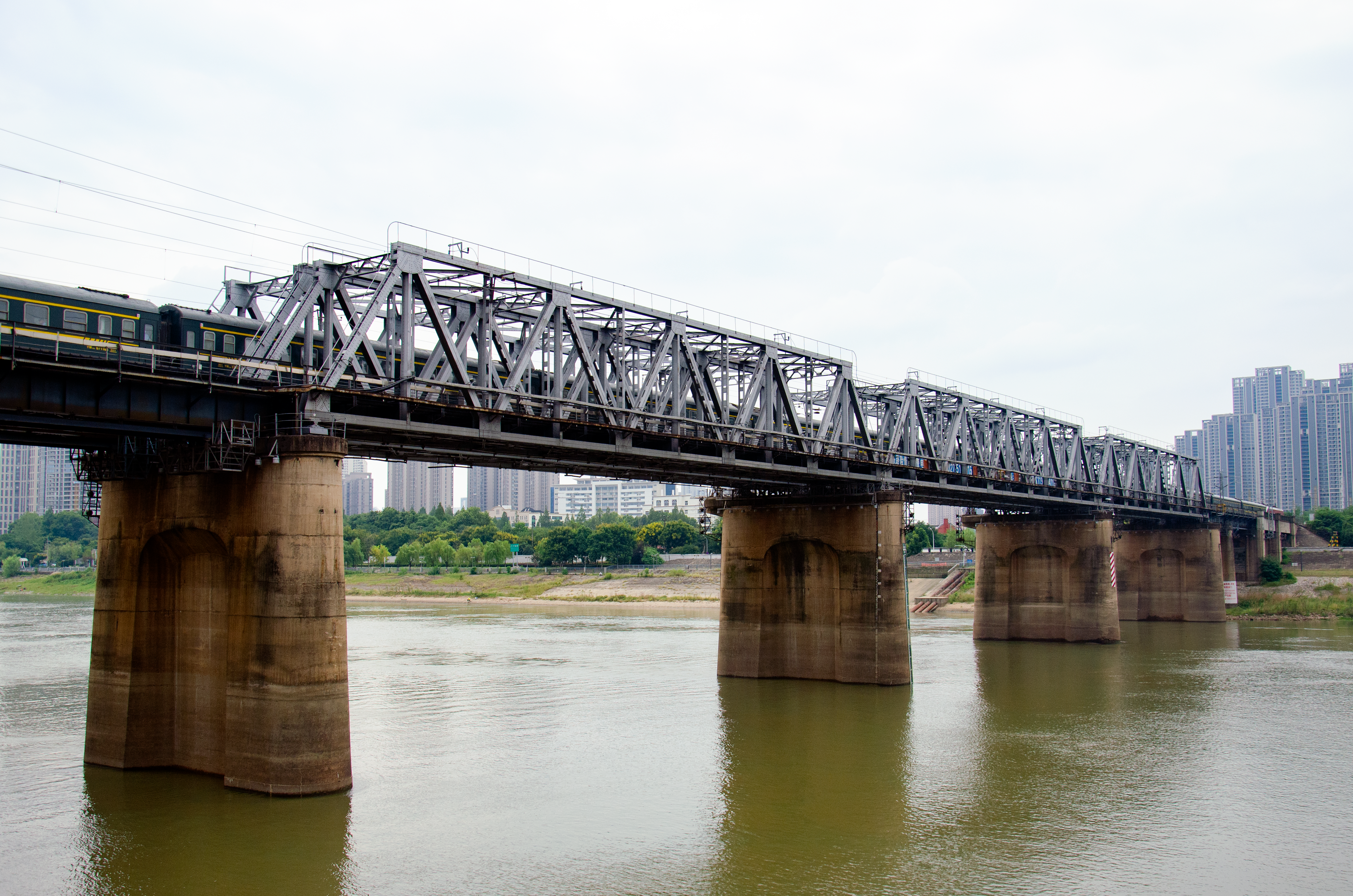
K530/1次旅客列车通过桥梁
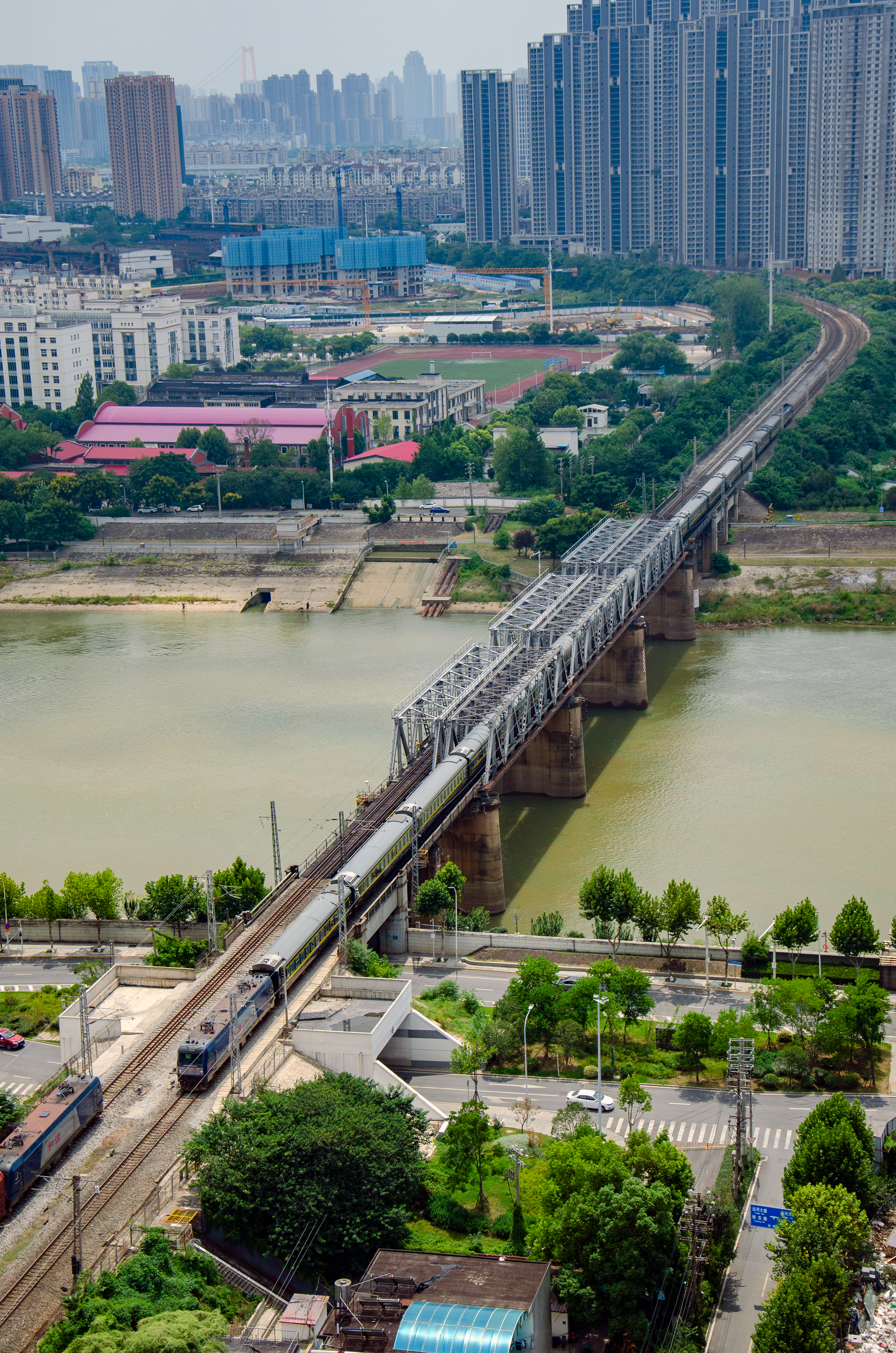
K1068/5次旅客列车通过桥梁
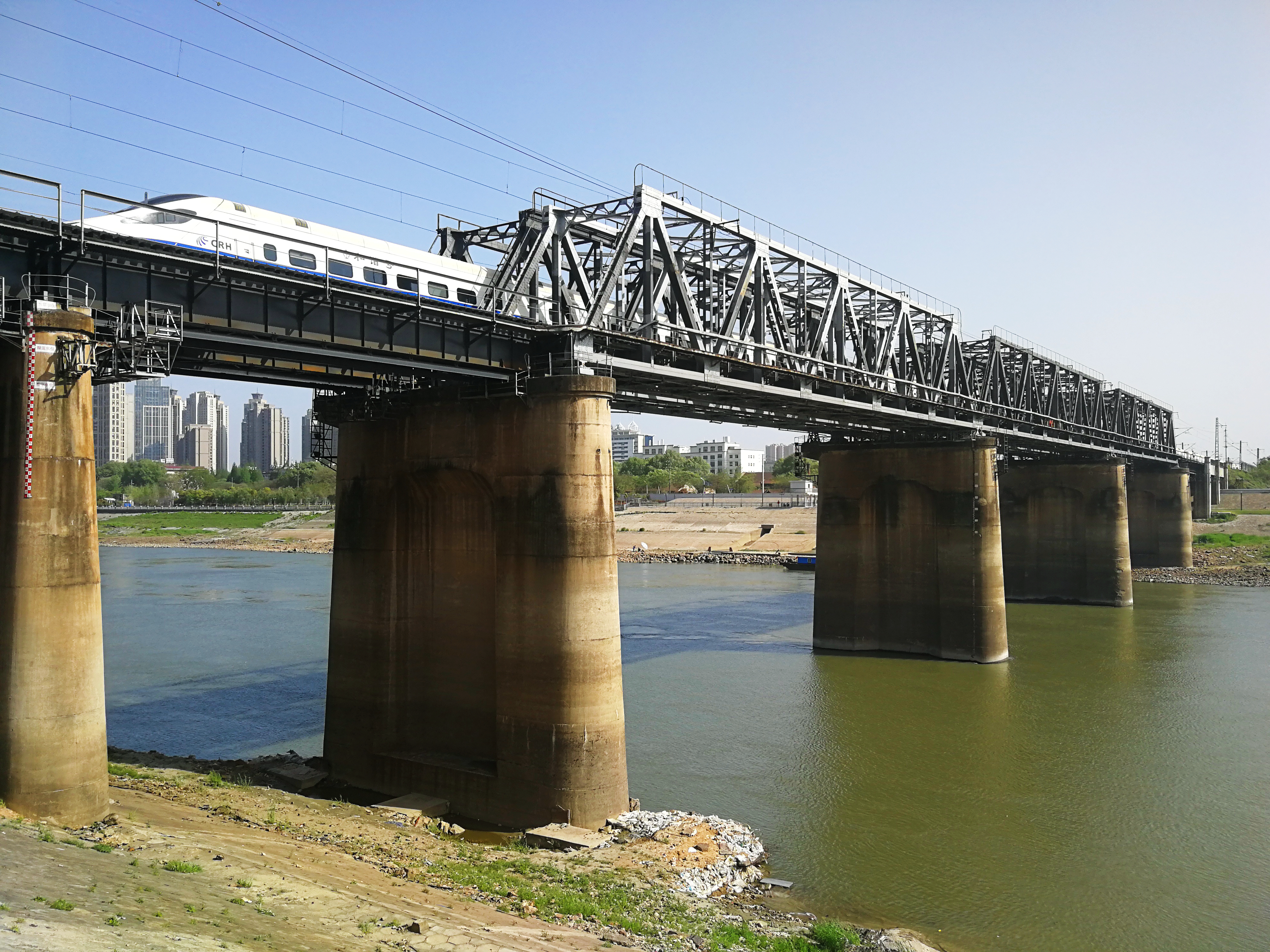